# Heterocoryne caribensis
Heterocoryne caribensis är en nässeldjursart som beskrevs av Wedler och Helen K. Larson 1986. Heterocoryne caribensis ingår i släktet Heterocoryne och familjen Sphaerocorynidae. Inga underarter finns listade i Catalogue of Life.